# Пфуль, Кжесчан Богувер
Кже́счан Бо́гувер Пфуль, немецкий вариант — Христиан Траугот Пфуль (в.-луж. Křesćan Bohuwěr Pful, нем. Christian Traugott Pfuhl, 28 марта 1825 года, деревня Пжишецы, около Будишина, Лужица, курфюршество Саксония — 21 декабря 1889 года, Перно, Лужица, курфюршество Саксония) — серболужицкий филолог, педагог, писатель и поэт. Считается кодификатором литературного верхнелужицкого языка периода национального возрождения и его литературной орфографии.

## Биография
Родился 28 марта 1825 года в серболужицкой крестьянской семье в деревне Пжишецы в окрестностях города Будишин. С 1843 года по 1847 год изучал классическую филологию, теологию и славистику в Лейпциге. С 1847 года преподавал в школе в селе Крижна. С 1861 года был преподавателем гимназии в Дрездене. В 1863 году получил должность профессора. Был членом серболужицкой культурно-просветительской организации «Матица сербская».
Во время своей преподавательской деятельности в Дрездене занимался созданием «Лужицкосербского словаря». Является автором серболужицкой грамматики, научных пособий по фонетики и морфологии. В 1848 году издал в первом номере журнала «Časopis Maćicy Serbskeje» статью «Сербское правописание», в которой обосновывал необходимость единой орфографии на основе польской и чешской орфографий (в его время серболужицкие лютеране использовали немецкую орфографию, а католики ориентировались на чешскую). Предложенный вариант был принят «Матицей сербской», который стал использовать при издании журнала «Časopis Maćicy Serbskeje» орфографический вариант Кжесчана Богувера Пфуля. Публиковал свои стихотворные произведения в издаваемой Яном Петром Йорданом литературной газете «Jutnička», которая выходила в 1842 году.
В 1872 году вышел на пенсию.
Брат лужицкой писательницы Милы Имишовой.

## Сочинения
- Serbski prawopis, 1848;
- Hornjołužiska serbska ryčnica na přirunowacym stejišću, 1862;
- Lateinische Dichterschule für Gymnasien und Realschulen, Leipzig 1860
- Łužiski serbski słownik, 1866;
- Laut- und Formenlehre der oberlausitzisch-wendischen Sprache. Mit besonderer Rücksicht auf das Altslawische", Bautzen 1867